# 第45次長期滞在
第45次長期滞在(だい45じちょうきたいざい、英語: Expedition 45)は国際宇宙ステーション(ISS)への45回目の長期滞在である。
スコット・ケリーとミハイル・コルニエンコは1年間の宇宙滞在のため、第43、44次と継続して参加している。
第45次長期滞在は2015年9月11日にソユーズTMA-16MがISSを離脱してから、2015年12月にソユーズTMA-17MがISSから離脱するまでの間で計画されている。ケリー、コルニエンコ、ヴォルコフは第46次長期滞在に継続して参加する予定である。

## 乗組員
| 役職                 | 第1期 ( 2015年9月 )               | 第2期 ( 2015年9月 - 12月 )        |
| -------------------- | --------------------------------- | --------------------------------- |
| 船長                 | スコット・ケリー, NASA 4回目      | スコット・ケリー, NASA 4回目      |
| フライトエンジニア 1 | ミハイル・コルニエンコ, RSA 2回目 | ミハイル・コルニエンコ, RSA 2回目 |
| フライトエンジニア 2 | オレグ・コノネンコ, RSA 3回目     | オレグ・コノネンコ, RSA 3回目     |
| フライトエンジニア 3 | 油井亀美也, JAXA 初飛行           | 油井亀美也, JAXA 初飛行           |
| フライトエンジニア 4 | チェル・リングリン, NASA 初飛行   | チェル・リングリン, NASA 初飛行   |
| フライトエンジニア 5 |                                   | セルゲイ・ヴォルコフ, RSA 3回目   |

出展Spacefacts

## ギャラリー

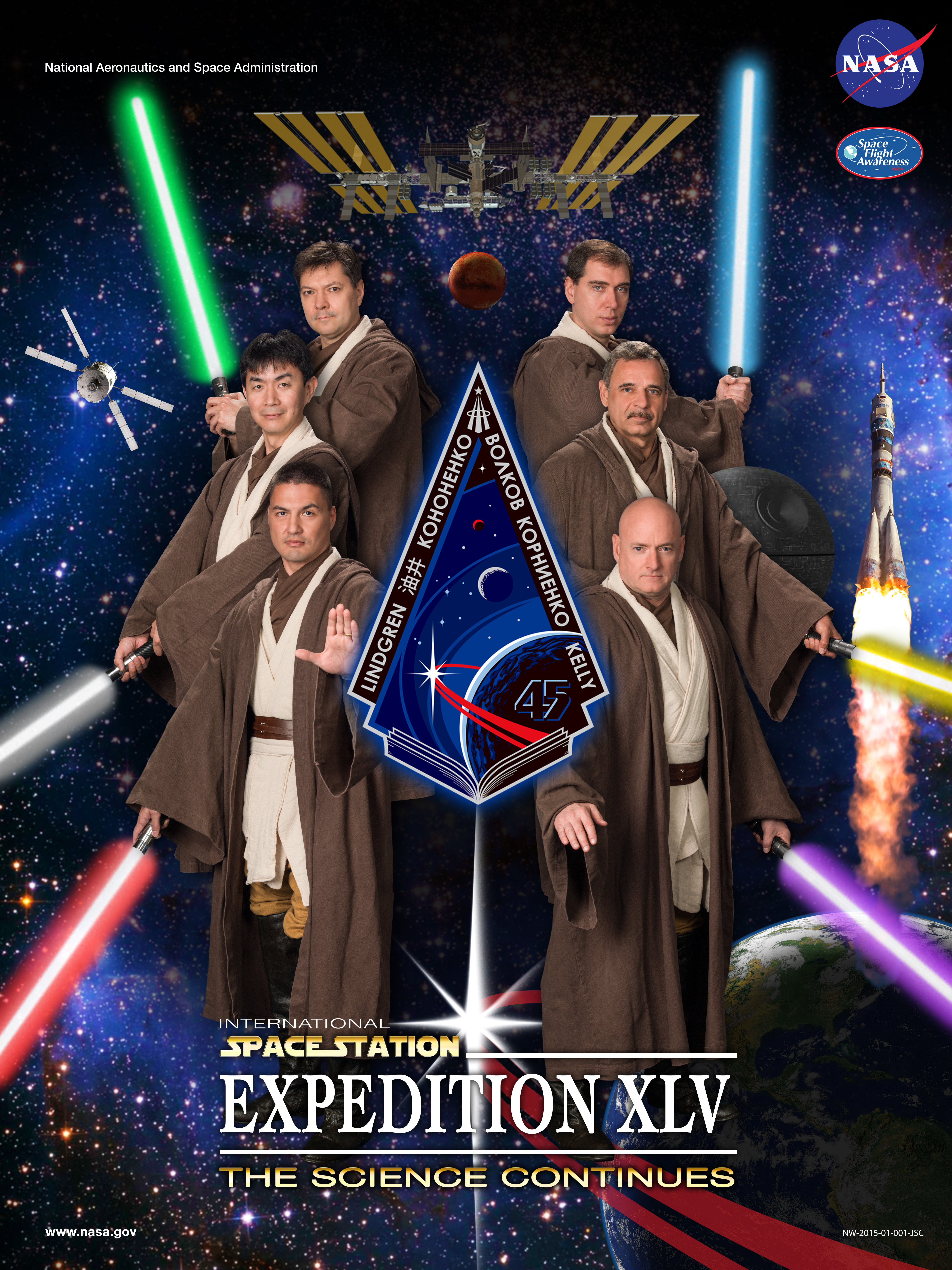
スター・ウォーズ ジェダイの帰還を題材にした第45次長期滞在のポスター

## 註
1. 1 2  “Upcoming ISS expeditions”.   Spacefacts. 2014年3月12日閲覧。
2. ↑  “International Space Station Crew Assignments”.   Spaceflight101. 2014年3月12日閲覧。